# Leon Balogh
Leon Michael Felix Balogh (* 2. Juni 1996 in Mödling) ist ein österreichischer American-Football Spieler auf der Position des Defensive Ends. Zurzeit spielt er für die Vienna Vikings in der European League of Football. Balogh ist zudem auch Teil des österreichischen Nationalteams.

## Karriere
Leon Balogh spielte auf Vereinsebene bisher nur für die Vienna Vikings. Mit diesen konnte er 2014, 2017 sowie 2020 den Austrian Bowl gewinnen. In den Jahren 2018 und 2019 führte er die AFL Sack Wertung an. 2020 und 2021 wurde er zum AFL Defense MVP gewählt. Balogh wurde 2019 zum internationalen NFL-Combine in Deutschland eingeladen. Dort konnte er neben den späteren österreichischen NFL-Spielern Bernhard Seikovits und Sandro Platzgummer sein Können unter Beweis stellen. Auch 2021 wurde er zum internationalen Combine eingeladen, welcher in diesem Jahr in London stattfand. Beide Male schaffte es Balogh jedoch nicht in das International Player Pathway Program aufgenommen zu werden. 
Am 27. Dezember 2021 gaben die Vikings bekannt, dass Leon Balogh auch in der European League of Football für sie spielen wird, obwohl er bereits im Vorjahr Angebote von Teams wie den Barcelona Dragons oder den späteren Champions Frankfurt Galaxy hatte. Mit den Wienern gewann Balogh in seiner ersten Saison das European Championship Game.

## Privates
Bevor Balogh eine Polizeiausbildung begann, war er Berufssoldat beim österreichischen Bundesheer.

## Statistik
| Jahr                                                 | Team           | Spiele | Tackles | Tackles | Tackles | Tackles | Tackles | Fumbles | Fumbles | Interceptions | Interceptions | Interceptions |
| Jahr                                                 | Team           | Spiele | Solo    | Ast     | Tot     | Sck     | TFL     | FF      | FR      | Int           | TD            | BrUp          |
| ---------------------------------------------------- | -------------- | ------ | ------- | ------- | ------- | ------- | ------- | ------- | ------- | ------------- | ------------- | ------------- |
| Austrian Football League                             |                |        |         |         |         |         |         |         |         |               |               |               |
| 2018                                                 | Vienna Vikings | 11     | 22      | 17      | 30,5    | 15      | -       | 2       | -       | 0             | -             | 0             |
| 2019                                                 | Vienna Vikings | 11     | 29      | 29      | 43,5    | 14      | -       | 1       | -       | 0             | -             | 0             |
| 2020                                                 | Vienna Vikings | 3      | 9       | 3       | 10,5    | 2       | -       | 1       | -       | 0             | -             | 0             |
| 2021                                                 | Vienna Vikings | 8      | 20      | 27      | 33,5    | 11      | -       | 4       | -       | 0             | -             | 2             |
| AFL Gesamt                                           | AFL Gesamt     | 33     | 80      | 76      | 118     | 42      | -       | 8       | -       | 0             | -             | 2             |
| European League of Football                          |                |        |         |         |         |         |         |         |         |               |               |               |
| 2022                                                 | Vienna Vikings | 14     | 20      | 24      | 44      | 9       | 12,5    | 0       | 0       | 0             | 0             | 5             |
| 2023                                                 | Vienna Vikings | 10     | 12      | 19      | 31      | 5       | 7,0     | 1       | 0       | 0             | 0             | 2             |
| 2024                                                 | Vienna Vikings | 5      | 13      | 6       | 19      | 5       | 5,0     | 3       | 0       | 0             | 0             | 1             |
| ELF Gesamt                                           | ELF Gesamt     | 29     | 45      | 49      | 94      | 19      | 24,5    | 4       | 0       | 0             | 0             | 8             |
| Quellen: archive.football.at, sportsmetrics.football |                |        |         |         |         |         |         |         |         |               |               |               |